# Font de la Roca (Sant Esteve de la Sarga)
La Font de la Roca és una font del terme municipal de Sant Esteve de la Sarga, del Pallars Jussà, dins del territori del poble de Sant Esteve de la Sarga.
Està situada a 905 m d'altitud, al nord-oest del nucli de Sant Esteve de la Sarga.